# Erioptera leonensis
Erioptera leonensis är en tvåvingeart som beskrevs av Alexander 1946. Erioptera leonensis ingår i släktet Erioptera och familjen småharkrankar. Inga underarter finns listade i Catalogue of Life.